# Бастынга
Бастынга — якутское женское головное украшение в виде обруча со свисающими по обе стороны лица цепочками-подвесками. Изначально украшение представляло собой головную повязку из ткани или кожи, которая украшалась бисером, медными бляшками или позументом. Бисер использовался белого, черного и голубого цвета.
В традиционной культуре якутов XVIII—XIX вв. этот вид украшения входил в обязательный комплекс девичьих и женских украшений и выполнял функции магикоохранительного характера и роль социального маркера. В течение XX в. его первоначальные функции сошли на нет, и украшение бытовало только как часть сценического костюма. С конца XX в. наблюдается повышенный интерес современных якутов к своим истокам и, как одно из его проявлений, — возвращение начельника «бастынга» как этномаркирующего элемента в современный народный женский костюм. В связи с этим становится интересным вопрос происхождения и функционирования этого вида украшений в исторической ретроспективе.
Якутское украшение бастынга в качестве экспоната составляет музейные коллекции в России и США. Выделяют три типа начельников: бастынга с височно-нагрудной подвеской; с височно-нагрудной и наспинной подвесками; с наспинными подвесками. Исходя из анализа музейных, письменных и устных источников выделены этапы трансформации головного украшения, включая современный период.
Бастынга считается девичьим или свадебным украшением. Но на современном этапе развития общества в Якутии данная маркировка поло-возрастной дифференциации полностью утрачивает себя. Можно наблюдать, как пожилые женщины носят девичьи украшения, носящие охранительно-множительную функцию фертильного периода. Поменялись также материал изготовления украшений, декор и форма, а вместе с ней и значимость. В последнее время якутские традиционные украшения, вместе с традиционным костюмом, стали объектом различных экспериментов и реконструкций в процессе воссоздания национальных традиций.
Наблюдается интересный процесс — некий скрытый диспут в обществе по поводу того, какими должны быть якутские украшения. Одни критикуют засилье новых форм (серьги в виде чепраков (конское убранство), хомуса (якутский варган), сэргэ (коновязь)) называя их «неякутскими» и «нетрадиционными», другие — приветствуют все нововведения. Это не новое явление, и подобные практики уже встречались не раз с трансформацией национального костюма. Национальный костюм зачастую выступает как имитация (реконструкция) традиционного костюма. На первый план выходит эстетическая функция украшений. То есть уже нет смысла в сакральной силе украшения, главное — должно быть «красиво».